# Swantje Lichtenstein
Swantje Julia Maike Lichtenstein (* 1970 in Tübingen) ist eine deutsche Performance-Künstlerin, Autorin und Hochschullehrerin.

## Leben
Swantje Lichtenstein studierte in Tübingen, Bonn und Köln Linguistik, Germanistik, Komparatistik, Philosophie und Soziologie. 2001 wurde sie an der Universität zu Köln mit einer Schrift über Das lyrische Projekt: Rhetorik, Räumlichkeit und Wissenschaft zur Dr. phil. promoviert.
2001/02 war sie als Lektorin für den Deutschen Akademischen Austauschdienst in Neu-Delhi tätig, anschließend für den WDR und die Deutsche Welle. 2007 war sie Stipendiatin der Kunststiftung Baden-Württemberg. 2011 erhielt sie ein Künstlerstipendium der Stadt Köln, um für sechs Monate in das Atelierhaus Atelier Galata in Istanbul zu ziehen.
Im Jahr 2006 erschien Swantje Lichtensteins erstes Gedichtbuch Figurenflecken oder: blinde Verschickung.
Seit 2007 lehrt sie als Professorin für „Text und ästhetische Praxis“ im Fachbereich Sozial- und Kulturwissenschaften an der Hochschule Düsseldorf.
Lichtensteins poetische Arbeiten sind performativ und klanglich orientiert. Sie arbeitet im Grenzbereich zwischen experimenteller, elektronischer Musik und Poesie.

## Veröffentlichungen (Auswahl)

### Monografien
- Das lyrische Projekt. Rhetorik, Räumlichkeit und Wissenschaft. Iudicium, München 2004, ISBN 3-89129-473-5 (zugl. Diss., Universität Köln, 2001).
- Figurenflecken oder: blinde Verschickung. Rimbaud, Aachen 2006, ISBN 3-89086-587-9.
- Landen. Lyrikedition, München 2009, ISBN 978-3-86906-077-4.
- Entlang der lebendigen Linie. Sexophismen; ein lyrischer Zyklus. Passagen-Verlag, Wien 2010, ISBN 978-3-85165-930-6.
- Horae. Widerständige Stunden. Frank, Berlin 2011, ISBN 978-3-940249-54-8.[9]
- Geschlecht. Schlagen vom Schlage des Gedichts. Frank, Berlin 2013, ISBN 978-3-940249-81-4.
- Kommentararten. Frank, Berlin 2015, ISBN 978-3-945832-02-8.
- Verschalte Verbindungen. Verlagshaus Berlin, Berlin 2021, ISBN 978-3-945832-44-8.
- Am Ende der Weißheit. Verlagshaus Berlin, Berlin 2021, ISBN 978-3-945832-44-8.

### Herausgeberschaften
- mit Volker Demut: Universität der Luft. Liebe, Weilerswist 2010, ISBN 978-3-941037-66-3.
- mit Tom Lingnau: Covertext. Is the artist necessary for making art today? Köln 2015, OCLC 932847226.
- mit Anneka Metzger, Ferdinand Schmatz: Ausfindig machen. Sprachkunst und textuelle Verfahren in den Künsten. Verlag der Kunsthochschule für Medien, Köln 2015, ISBN 978-3-942154-39-0.
- Von Form von Vorn. Literarisches Hören, performatives Schreiben und Gertrude Stein. Herausgegeben von Holger Pils und Ursula Haeusgen. Reihe Zwiesprachen der Lyrik Kabinett. Wunderhorn, Heidelberg 2017. ISBN 978-3-88423-567-6.

### Übersetzungen
- Robert Fitterman, Vanessa Place: Covertext. Anmerkungen zu Konzeptualismen. Merve-Verlag, Köln 2013, ISBN 978-3-88396-328-0 (amerikanisches Englisch: Notes on conceptualisms.).
- Kenneth Goldsmith: Uncreative Writing. Sprachmanagement im digitalen Zeitalter. Mit Hannes Bajohr. Matthes & Seitz, Berlin 2017, ISBN 978-3-95757-252-3.

### Tonträger
- mit Jono Podmore: Miss Slipper/Lewes. Psychomat, London 2016.
- Hrsg. mit Marc Matter: Ian Hatcher: Drone Pilot. Cosmosmose Records, Düsseldorf/Bad Säckingen 2017.
- mit Jono Podmore: Hallraum. The Tapeworm, London/Berlin 2019.
- Akathisia. Carrot Tapes, Berlin 2023 (als Mjellmë).